# Sele, Šentjur
Sele so naselje v Občini Šentjur.